# Бэккер, Роберт
Роберт Т. Бэккер (англ. Robert T. Bakker, род. 24 марта 1945, Берген, США) — американский палеонтолог, один из создателей современных представлений о динозаврах, сторонник теории о теплокровности некоторых динозавров.

## Вклад в науку
Бэккер специализируется на экологической нише динозавров и их поведении.
Вместе со своим наставником Джоном Остромом Бэккер активно выступал за «Ренессанс динозавров» в палеонтологических исследованиях, продолжающийся до сих пор. Начало положила его статья «Ренессанс динозавров» (англ. Dinosaur Renaissance, опубликована в апрельском номере Scientific American в 1975 г.).
Бэккер является давним активным сторонником теории о том, что динозавры были теплокровны, умны, быстры, и адаптабельны. Он опубликовал свою первую работу о теплокровности динозавров в 1968 году.
Он первым показал свидетельство родительской заботы о кладке на примере аллозавров.
Бэккер также привёл доказательства в поддержку теории Элдриеджа и Гулда о соблюдаемом равновесии в местах обитания динозавров.
Бэккер высказал идею, что цветковые растения развивались во взаимодействии с динозаврами.

## Биография
Бэккер родился в округе Берген, Нью-Джерси. В 1963 году он окончил среднюю школу Риджвуд.
Бэккер со школьных лет заинтересовался динозаврами. По его словам, интерес к динозаврам начался у него с прочитанной в 1957 году статьи о динозаврах в журнале «Жизнь» (англ. Life).
В Йельском университете Бэккер учился под руководством Джона Острома, одного из первых сторонников нового взгляда на динозавров, а затем получил степень доктора философии в Гарварде. Завершив учёбу, он стал преподавать анатомию в Университете Джонса Хопкинса в Балтиморе, Мэриленд. Большая часть его полевой работы была сделана в Вайоминге, особенно в Блеф Комо, но он работал от Монголии и до Южной Африки в изучении сред обитания динозавров.
В 1986 году вышла в свет книга Бэккера «Ереси о динозаврах: Новые теории, раскрывающие тайны динозавров и их вымирания» (англ. The Dinosaur Heresies. New Theories Unlocking the Mystery of the Dinosaurs and Their Extinction), в которой он высказал революционные для того времени идеи. Большая часть этих идей в настоящее время стала научным консенсусом в палеонтологии, а часть уже устарела.
В 1993 году Бэккер был одним из консультантов фильма «Парк юрского периода».
Создатели фильма настолько высоко оценили консультационную работу Беккера, что в продолжении — фильме «Парк юрского периода: Затерянный мир» — ввели персонажем палеонтолога по имени Роберт Бёрк, который, помимо сходства имени, был и внешне похож на Беккера, чей традиционный образ составляет густая борода, ковбойские рубашка и шляпа. В фильме персонаж показан крайне эрудированным в палеонтологии и, как и его прототип, утверждает, что тираннозавры — хищники, а не падальщики.
В настоящее время Бэккер является Хранителем палеонтологии в Музее естественных наук Хьюстона.